# Charles Jarrott
Charles Jarrott (ur. 16 czerwca 1927 w Londynie, zm. 4 marca 2011 w Los Angeles) – brytyjski reżyser filmowy i telewizyjny.
Najbardziej znane dramaty wyreżyserował razem z producentem Halem B. Wallisem, wśród nich Anna tysiąca dni, który został nagrodzony Złotym Globem dla najlepszego reżysera w 1969 roku.
Filmowiec zmarł w piątek, 4 marca 2011 w Los Angeles po długiej walce z nowotworem prostaty.

## Filmografia
- 1969: Anna tysiąca dni (Anne of the Thousand Days)
- 1971: Maria, królowa Szkotów (Mary, Queen of Scots)
- 1973: Zagubiony horyzont (Lost Horizon)
- 1974: Gołąb (The Dove)
- 1976: Escape from the Dark
- 1977: Druga strona północy (The Other Side of Midnight)
- 1980: Ostatni lot arki Noego (The Last Flight of Noah's Ark)
- 1981: Człowiek-kondor (Condorman)
- 1981: Amator (The Amateur)
- 1986: Błękitny chłopak (The Boy in Blue)
- 1997: Sekretne życie Algernona (The Secret Life of Algernon)
- 2001: Turn of Faith